# Elisa De Marco
Elisa De Marco, nota anche con lo pseudonimo di Elisa True Crime (Torino, 28 giugno 1989), è una youtuber, scrittrice e podcaster italiana che si occupa di divulgazione di casi di cronaca nera. È considerata una delle principali divulgatrici italiane nel genere del true crime, grazie al suo stile narrativo coinvolgente e rispettoso delle vittime.

## Biografia
Elisa De Marco è nata e cresciuta a Torino. Fin da bambina ha mostrato un forte interesse per la cronaca nera, condividendo con la madre la visione di programmi come Chi l’ha visto? e film thriller. Questa passione precoce è stata alimentata anche dal nonno, abile narratore di storie, che ha influenzato il suo stile di storytelling.
Dopo il diploma al liceo artistico inizia a lavorare nel settore della moda. Nel 2017 lascia Torino per trasferirsi a Bologna, mentre l'anno seguente si trasferisce, per motivi di lavoro del marito, prima a Hong Kong e poi a Shanghai, dove rimane fino al 2021.
Il 31 agosto 2020 apre un canale YouTube, chiamato Elisa True Crime, per condividere sul web video in cui parla di investigazioni e fatti di cronaca nera. Per il suo primo video, pubblicato il 19 ottobre dello stesso anno, sceglie di raccontare la vicenda di Colleen Stan, una ventenne statunitense rapita negli anni '70, raccogliendo numerose visualizzazioni e diventando virale su tutti i principali social media.
Nel 2022, grazie a una collaborazione con Radio Deejay, dà vita a un podcast che l'anno successivo si afferma come la serie italiana più ascoltata su Spotify. Nel 2023 pubblica un nuovo podcast intitolato Delitti Invisibili.
Nel 2022 la youtuber pubblica anche il suo primo libro, Brividi. Storie che non vi faranno dormire la notte, cui fa seguito Manipolatori. Le catene invisibili della dipendenza psicologica. Nel 2024 pubblica il suo terzo libro, Sopravvissuti. Storie di chi non si arrende.
Dal 2023 collabora con Netflix Italia alla creazione di Verità Nascoste, un format per raccontare le verità che si nascondono dietro ad alcuni titoli true crime su Netflix che prendono spunto da fatti reali.
Nel 2025 avvia un nuovo progetto insieme al marito, Edoardo Coniglio, intitolato Partners in (True) Crime. L'obiettivo è di condividere con il pubblico la profonda sintonia che emerge quando Elisa racconta un caso di cronaca a Edoardo, intrecciando la narrazione dei fatti con i commenti e le opinioni del compagno. In alcuni episodi i ruoli si invertono: è Edoardo a presentare il caso, mentre Elisa interviene con osservazioni e riflessioni. I contenuti sono disponibili sia in versione video su YouTube che come podcast sulle comuni piattaforme di streaming.

## Vita privata
Nel 2019 si sposa ad Hong Kong con Edoardo Coniglio, videomaker e collaboratore nella creazione dei contenuti digitali.
La coppia ha vissuto in diverse città, tra cui Bologna, Hong Kong, Shanghai e Fuerteventura, prima di stabilirsi nell'agosto del 2024 a Las Palmas de Gran Canaria.
Elisa ha parlato apertamente di una relazione tossica vissuta in passato, caratterizzata da violenze psicologiche e fisiche. Ha sottolineato l'importanza della terapia nel superare quella fase difficile, affermando che il supporto psicologico le ha fornito gli strumenti per comprendere e affrontare le dinamiche relazionali malsane.

## Opere
- Brividi. Storie che non vi faranno dormire la notte, Mondadori, 2022, ISBN 978-8891837011
- Manipolatori. Le catene invisibili della dipendenza psicologica, Mondadori, 2023, ISBN 978-8891839633
- Sopravvissuti. Storie di chi non si arrende, Mondadori, 2024, ISBN 9788891842596

## Filmografia
- Ari-cassamortari, regia di Claudio Amendola (2024)